# Francesco Bajardi
Francesco Bajardi (Isnello, 23 aprile 1867 – Roma, 17 settembre 1934) è stato un compositore e pianista italiano.

## Biografia
Avviato giovanissimo allo studio della musica, entrò nel Conservatorio Alessandro Scarlatti di Palermo, che lasciò nel 1884 quando in seguito ad una audizione, ottenuta grazie a una lettera di presentazione di Francesco De Sanctis, Giovanni Sgambati lo volle tra i suoi allievi. Fu così ammesso presso il Liceo musicale di Santa Cecilia, dove ebbe come maestro di pianoforte lo stesso Sgambati e proseguì gli studi di composizione, iniziati a Palermo con Pietro Platania, sotto la guida di Cesare De Sanctis e Stanislao Falchi; al Liceo di Santa Cecilia farà ritorno come insegnante di pianoforte.
Nel 1885 vinse il premio casa musicale Franz Boisselot eseguendo composizioni di Franz Liszt; lo stesso Liszt si complimentò con lui e gli prospettò una fortunata carriera. Si esibì a San Pietroburgo, dove ricevette un caloroso incoraggiamento da parte di Anton Rubinstein, e a Londra, anche alla Steinway Hall: nella capitale inglese i suoi concerti furono molto applauditi; il Times ne scrisse in termini lusinghieri.
Breve ma intensa, la sua produzione fu pressoché dedicata al pianoforte; tra le sue composizioni, la più eseguita fu la Toccata.
Così si espresse, a margine di un'esibizione romana di Bajardi, il musicologo Ippolito Valetta:
(Ippolito Valetta)
Fu accademico di Santa Cecilia e tra i suoi allievi ebbe Dante Alderighi, Francesco Ticciati, Carlo Zecchi, Libero Barni, Armando Renzi e Fernando Germani.

## Opere
- Francesco Bajardi, Movimento di danza per pianoforte, Milano, G. Ricordi e C., 1893.
- Francesco Bajardi, Notturno per pianoforte, Milano, G. Ricordi e C., 1896.
- Francesco Bajardi, Trois morceaux : pour piano, Mainz, B. Schott's Söhne, 1902.
- Francesco Bajardi, Ballata : per pianoforte, Firenze, Nicola Salonoff, 1906.
- Francesco Bajardi, Chant de Bergers : novelletta : op. 9, Firenze, Nicola Salonoff, 1906.
- Francesco Bajardi, Fantasia-Improvviso per pianoforte, Firenze, Nicola Salonoff, 1906.
- Francesco Bajardi, Preludi : per pianoforte : op. 14, Firenze, Nicola Salonoff, 1906.
- Francesco Bajardi, 2. scherzo per pianoforte, Firenze, Nicola Salonoff, 1909.
- Francesco Bajardi, Sonata per pianoforte, Milano, G. Ricordi e C., 1921.